# HammerFall
HammerFall je švedska heavy in power metal skupina, ki jo je leta 1993 v Göteborgu ustanovil kitarist Oscar Dronjak. Dronjak, ki je prej deloval pri skupini Ceremonial Oath, je k sodelovanju povabil bobnarja Jesperja Strömblada (In Flames), kasneje so se jima pridružili še kitarist Niklas Sundin, basist Johan Larsson in vokalist Mikael Stanne. Njihov prvenec z naslovom Glory to the Brave je izšel leta 1997.